# Aponogeton lakhonensis
Aponogeton lakhonensis là một loài thực vật có hoa trong họ Aponogetonaceae. Loài này được A.Camus mô tả khoa học đầu tiên năm 1910.